# إدي فايرستون
إدي فايرستون (بالإنجليزية: Eddie Firestone)‏ مواليد 11 ديسمبر 1920 في سان فرانسيسكو - الوفاة 1 مارس 2007 في شيرمان أوكس، الولايات المتحدة، هو ممثل أمريكي بدأ مسيرته الفنية سنة 1949. امتدت مسيرته الفنية لأكثر من 41 عامًا.

## الأعمال
- بأغنية في قلبي
- ادعني مدام
- ذا براس ليجند

## وصلات خارجية
- إدي فايرستون على موقع IMDb (الإنجليزية)
- إدي فايرستون على موقع ألو سيني (الفرنسية)
- إدي فايرستون على موقع أول موفي (الإنجليزية)
- إدي فايرستون على موقع قاعدة بيانات برودواي على الإنترنت (الإنجليزية)
- إدي فايرستون على موقع قاعدة بيانات الأفلام السويدية (السويدية)
- إدي فايرستون على موقع قاعدة بيانات الفيلم (الإنجليزية)
- إدي فايرستون على موقع كينوبويسك (الروسية)